# Wittenhorst-Sonsfeld

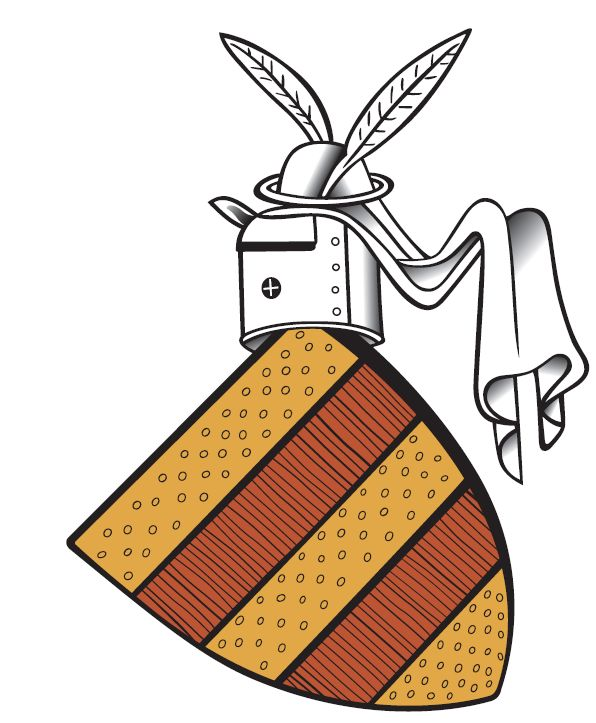
Stammwappen derer von Wittenhorst

Wittenhorst-Sonsfeld, ursprünglich Wittenhorst, ist der Name eines klevischen freiherrlichen Adelsgeschlechts, dessen Zweige teilweise bis in die Gegenwart fortexistieren.

## Geschichte
Die Familie Wittenhorst, die sich nach ihrem Stammgut, der Herrschaft Sonsfeld, nennt, wurde mit Alradus de Wisenhurst et frater eius Winemarus am 18. Oktober 1145 erstmals urkundlich genannt. Die gesicherte und durchgängige Stammreihe des Geschlechts beginnt mit dem Erbschenk des Herzogtum Kleve Gerhard de Witenhorst, der 1200 urkundlich genannt wurde. Die Brüder Hermann von Wittenhorst auf Sonsfeld, kurbrandenburgischer Hof- und Regierungsrat, Johann von Wittenhorst auf Drongeln und Wilhelm Vincenz von Wittenhorst auf Horst, wurden am 15. April 1651 in Wien in den Reichsfreiherrnstand gehoben.
Die Familie von Wittenhorst-Sonsfeld spielte in der Regierungszeit Friedrich Wilhelms I. von Preußen eine wichtige Rolle.

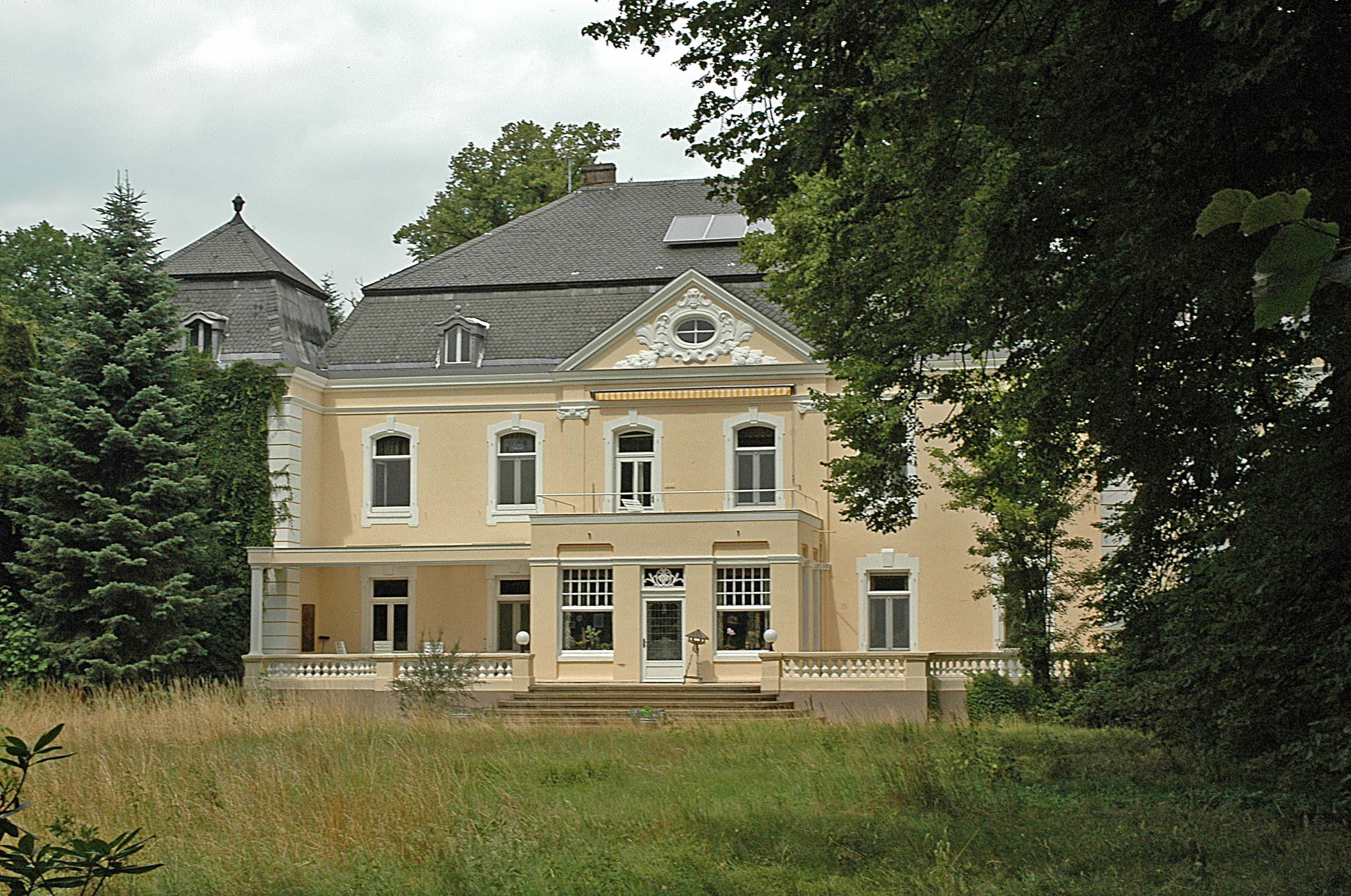
Schloss Sonsfeld bei Haldern (2005), seit spätestens 1368 in Familienbesitz
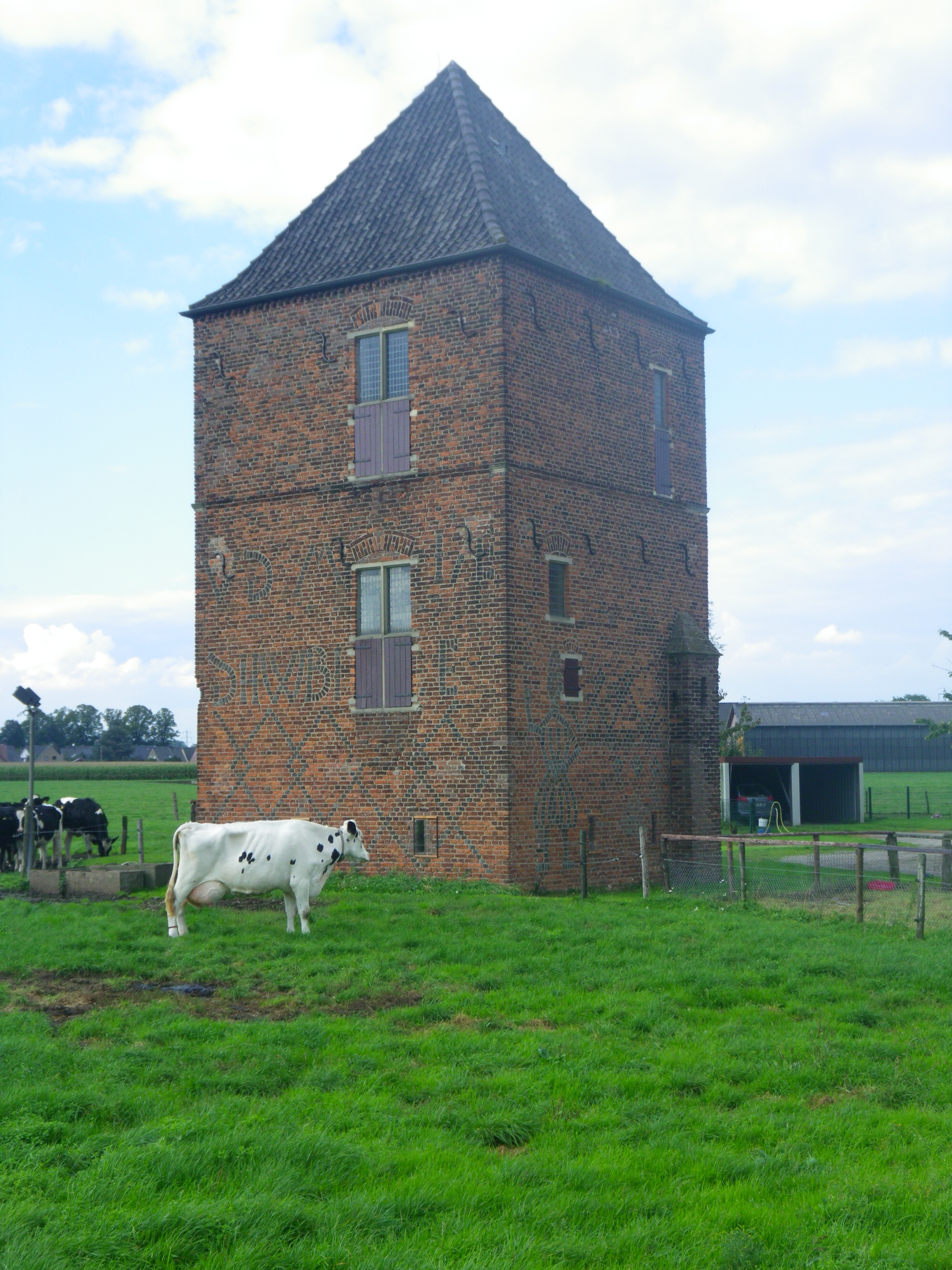
Battenbergturm, Haldern (2011), seit 1676 in Familienbesitz
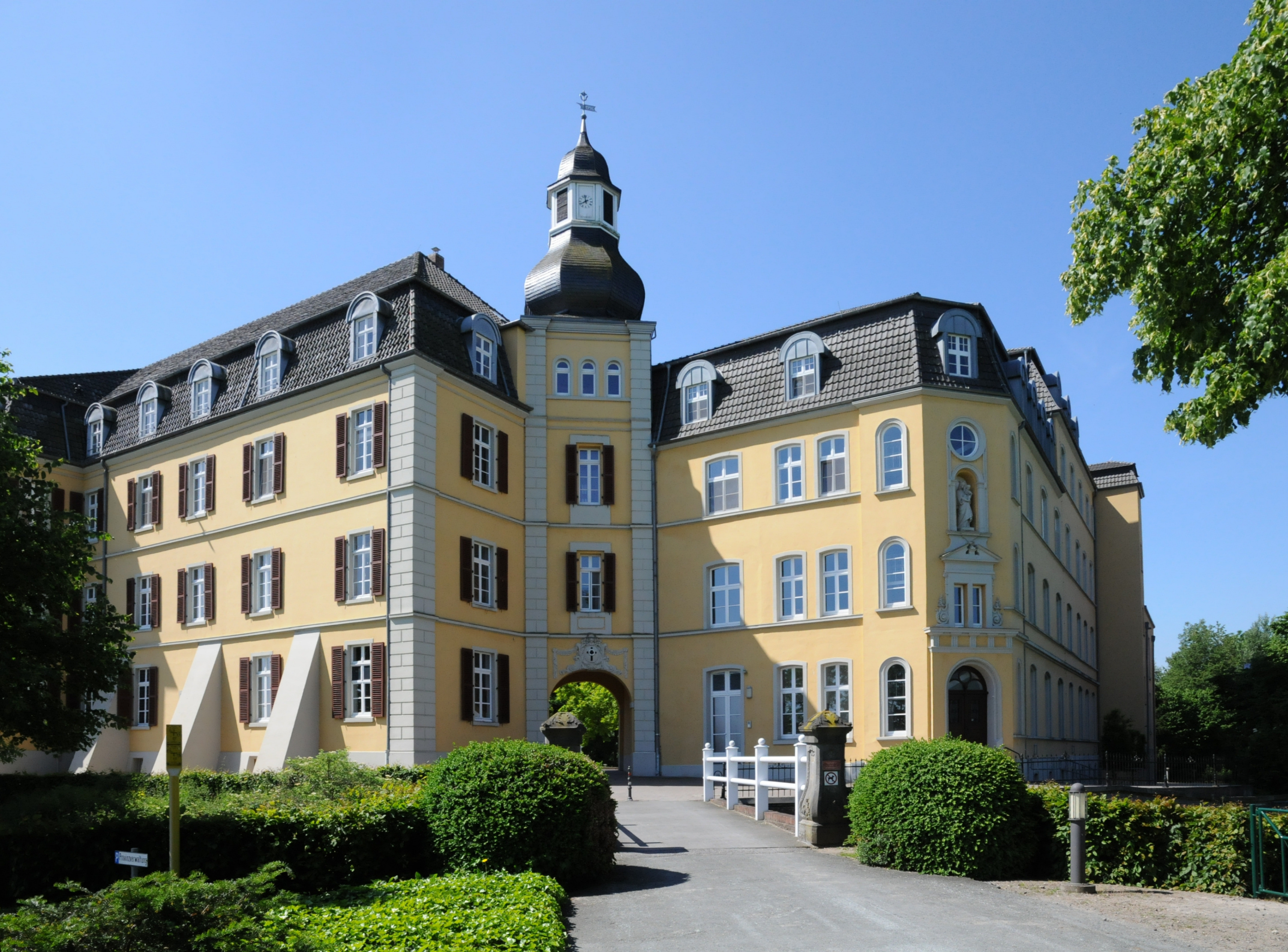
Haus Aspel bei Rees (2009), 1686–1831 in Familienbesitz
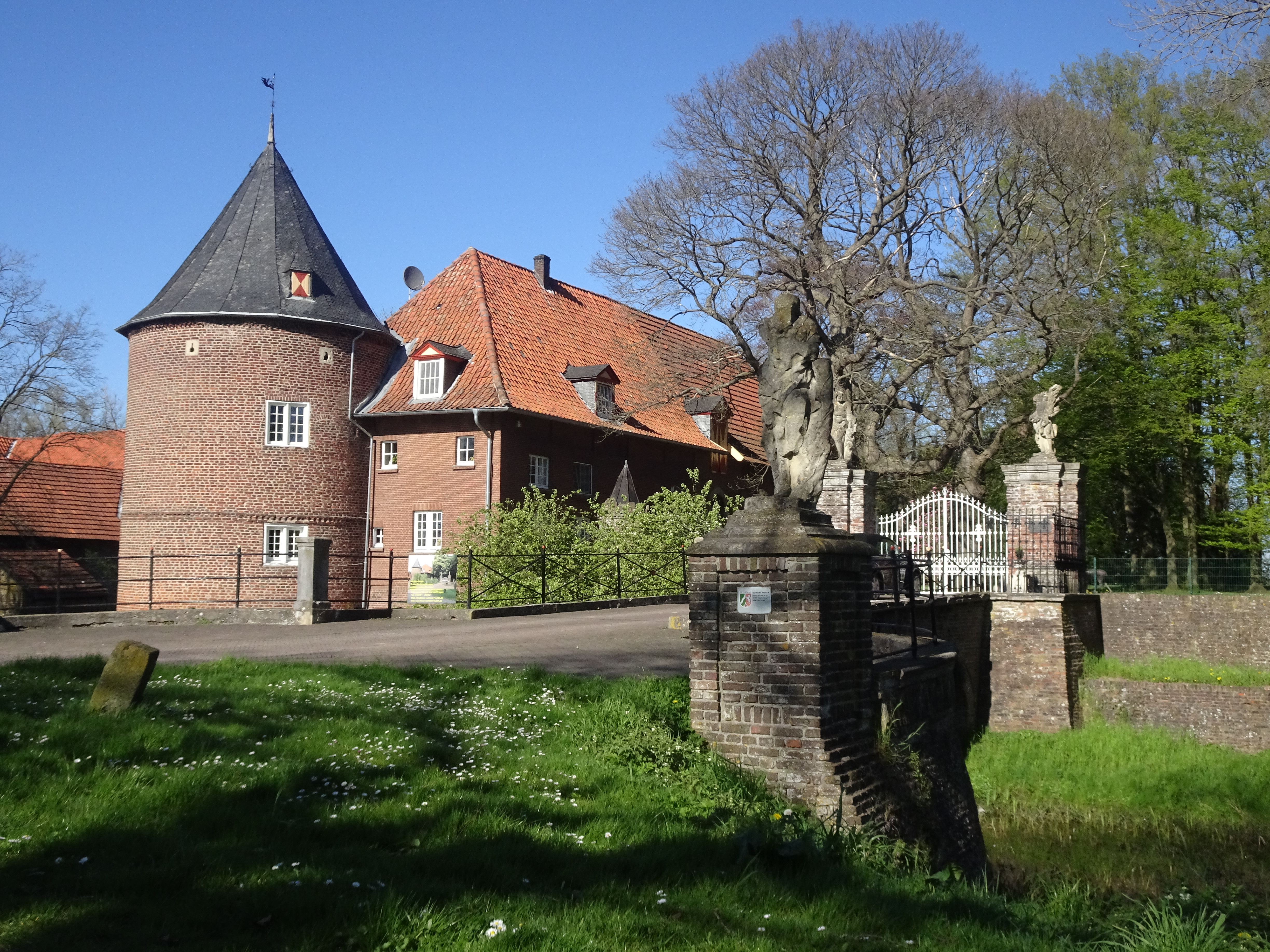
Schloss Hueth in Rees-Bienen (2022), seit Mitte des 19. Jh. in Familienbesitz

## Wappen
Das Stammwappen und das freiherrliche Wappen (1651) sind identisch. In Gold zwei rote Balken. Auf dem Helm mit rot-goldenen Decken ein flacher, vorn aufgestülpter (goldgefütterter) schwarzer Hut, bestückt mit zwei wie der Schild bezeichneten Straußenfedern (bzw. Fasanenfedern oder Schalmeien).

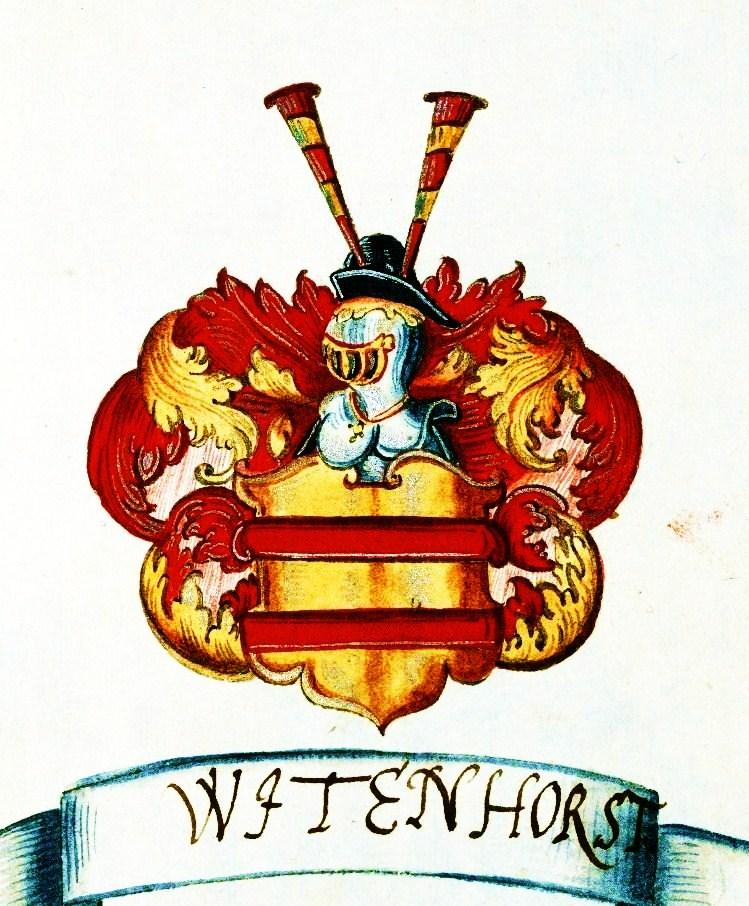
Stammwappen derer von Wittenhorst (Anfang 17. Jh.)
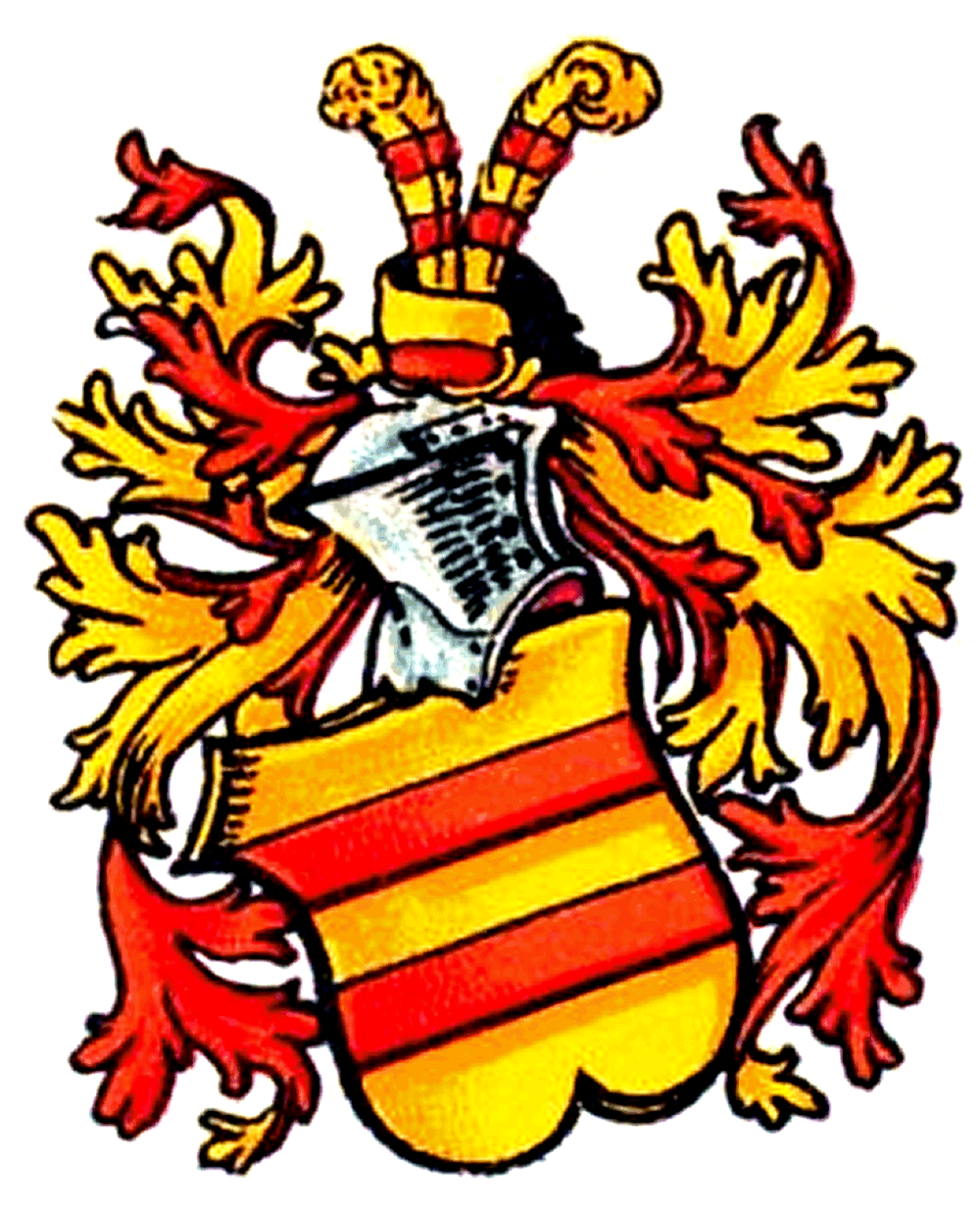
Variante des Stammwappens
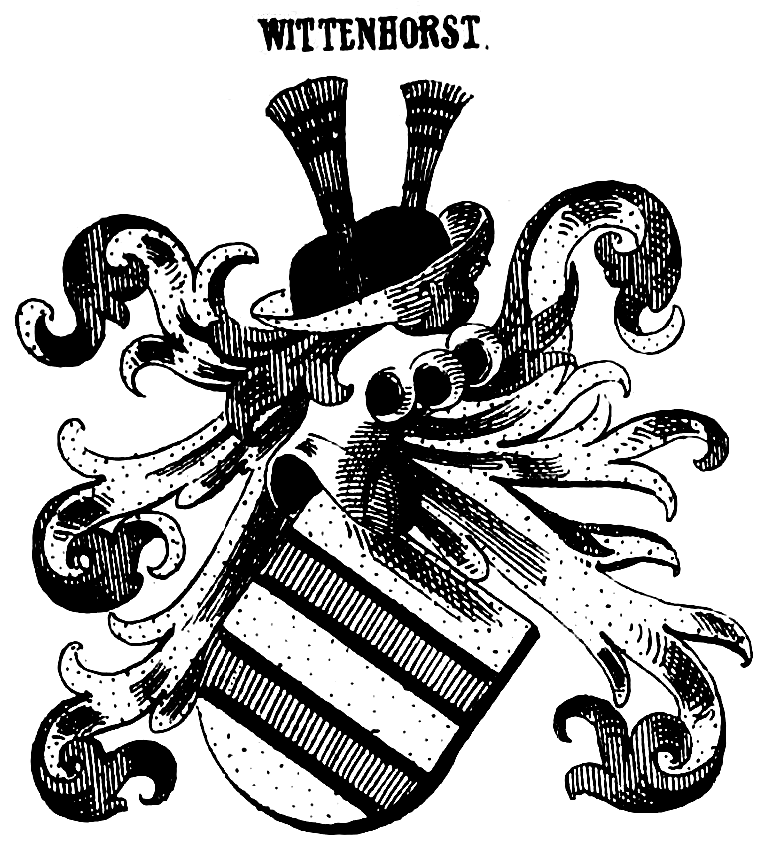
Wappen in Siebmachers Wappenbuch
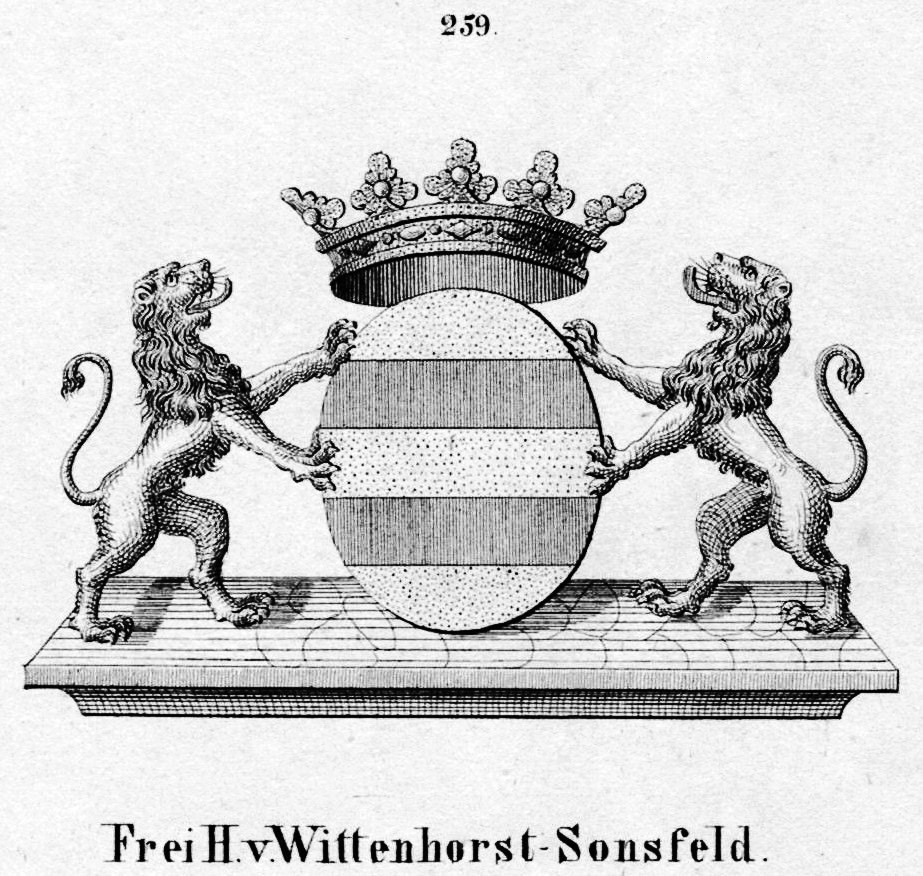
Freiherrliches Wappen

## Mitglieder (Auswahl)

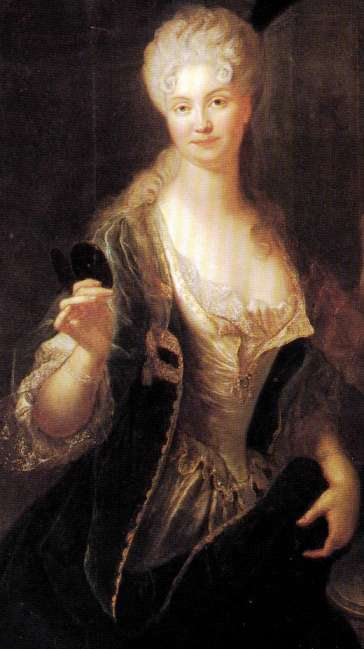
Dorothea Luise von Wittenhorst-Sonsfeld (1681–1746)

- Friedrich Wilhelm von Wittenhorst-Sonsfeld (1645–1711), kurbrandenburgischer Generalleutnant
- Friedrich Otto von Wittenhorst-Sonsfeld (1680–1755), preußischer Generalleutnant
- Dorothea Luise von Wittenhorst-Sonsfeld („Sonsine“) (1681–1746), zunächst Erzieherin, später Oberhofmeisterin der Markgräfin Wilhelmine in Bayreuth[3]
- Alexander von Wittenhorst–Sonsfeld, 1828–1829 Landrat des Kreis Duisburg
- Gustav Adolf von Wittenhorst-Sonsfeld (1811–1881), preußischer Generalmajor
- Eduard von Wittenhorst-Sonsfeld, 1839–1843 Bürgermeister von Burg an der Wupper, 1843–1845 Bürgermeister von Hilden
- Otto von Wittenhorst-Sonsfeld, 1851–1860 Landrat des Landkreises Ottweiler